# Chuck Daly
Charles Chuck Jerome Daly (Saint Marys, 20 juli 1930 - Jupiter, 9 mei 2009) was een Amerikaans basketbalcoach. Hij won met de Detroit Pistons tweemaal het NBA kampioenschap. Ook was hij in 1992 coach van het Dream Team dat goud won op de Olympische Spelen van Barcelona.

## Carrière
Daly studeerde eerst aan St. Bonaventure University waar hij ook basketbal speelde maar na een jaar ging hij naar Bloomsburg University of Pennsylvania waar hij speelde voor de Bloomsburg Huskies. Nadat hij afgestudeerd was voldeed hij zijn dienstplicht en diende twee jaar in het leger. Na zijn dienstplicht werd hij coach van Punxsutawney HS in 1955. Na acht seizoen en een winst-verlies balans van 111-70 zette hij een stapje hogerop. Hij werd assistent-coach bij de Duke Blue Devils in het collegebasketbal in 1963. Bij Duke was hij zes seizoenen assistent, ze wonnen het Atlantic Coast Conference-kampioenschap. In 1969 verving hij Bob Cousy bij de Boston College Eagles, hij bleef bij het team tot in 1971. Hetzelfde jaar tekende hij een contract bij de Penn Quakers van de University of Pennsylvania waar hij Dick Harter opvolgde. Hij won in zijn eerste vier seizoenen elke keer het Ivy League-kampioenschap. Hij stopte in 1977 als coach en had een winst-verlies balans van 125-38.
In 1978 werd hij assistent-coach bij de Philadelphia 76ers in de NBA onder hoofdcoach Billy Cunningham. In 1981 werd hij hoofdcoach bij de Cleveland Cavaliers maar werd nog voor het einde van het seizoen ontslagen na teleurstellende resultaten. Hij keerde terug naar de 76ers als commentator totdat hij in 1983 werd aangenomen door de Detroit Pistons als hoofdcoach. De Pistons waren er niet meer in geslaagd om twee jaar op rij meer wedstrijden te winnen als ze er verloren sinds de jaren 50. In elk jaar dat Daly coach was van de Pistons slaagde het team erin om winnende winst-verlies balans uit te bouwen. De Pistons werden in 1989 en in 1990 kampioen in de NBA en verloren een derde finale. Het team kende de bijnaam ''Bad Boys'' in die periode voor het ruwe spel waar ze gekend voor waren. Hij was daarnaast ook actief als commentator voor TBS tijdens de play-offs.
In 1992 ging hij aan de slag als bondscoach van het Amerikaans Olympisch team. Hij leidde het Dream Team naar Olympische goud met een ploeg vol met NBA-sterren. Nadien ging hij aan de slag bij de New Jersey Nets waar hij na twee seizoenen ontslag nam na frustratie tegenover de spelers. Na zijn vertrek bij de Nets ging hij aan de slag als commentator bij TNT. In 1994 werd hij opgenomen in de Hall of Fame als coach. Hij sloeg een aanbod van de New York Knicks af in de zomer van 1995. In 1997 keerde hij voor twee seizoenen terug als hoofdcoach van de Orlando Magic waarna hij definitief op pensioen ging. In 1996 werd hij tijdens de viering van 50-jarige bestaan van de NBA tot een van de beste tien coaches in de geschiedenis van de NBA. De Pistons trokken het nummer 2 terug als eerbetoon aan Daly voor het aantal gewonnen titels. In 2021 kreeg Cade Cunningham toestemming om met het nummer te spelen.
Daly overleed in maart 2009 aan de gevolgen van pancreaskanker. De Chuck Daly Lifetime Achievement Award werd door de National Basketball Coaches Association gegeven sinds het seizoen 2008/09 aan coaches die een lange NBA-carrière hadden.

## Erkenning

### Als coach
- Olympische Spelen: 1992
- NBA-kampioen: 1989, 1990
- Bloomsburg University Athletic Hall of Fame: 1983
- Naismith Memorial Basketball Hall of Fame: 1996 (als coach)
- 10 Greatest Coaches in NBA
- College Basketball Hall of Fame: 2006
- Naismith Memorial Basketball Hall of Fame: 2010 (als onderdeel van het Dream Team)
- FIBA Hall of Fame: 2017 (als onderdeel van het Dream Team)
- Pennsylvania Sports Hall of Fame: 2019
- FIBA Hall of Fame: 2021 (als coach)

4 Dumars · 
10 Rodman · 
11 Thomas · 
15 Johnson · 
22 Salley · 
23 Aguirre · 
24 Williams · 
25 Long · 
34 Dembo · 
40 Laimbeer · 
44 Mahorn · 
53 Edwards · 
Coach Daly
00 Bedford · 
4 Dumars · 
10 Rodman · 
11 Thomas · 
12 Henderson · 
15 Johnson · 
22 Salley · 
23 Aguirre · 
33 Greenwood · 
35 Hastings · 
40 Laimbeer · 
53 Edwards · 
Coach Daly